# Адміністративний устрій Зачепилівського району
Адміністративний устрій Зачепилівського району — адміністративно-територіальний поділ Зачепилівського району Харківської області на 1 селищну громаду та 3 сільські ради, які об'єднують 38 населених пунктів та підпорядковані Зачепилівській районній раді. Адміністративний центр — смт Зачепилівка.

## Список громадЗачепилівського району
| № | Назва                         | Центр           | Населені пункти | Площа км² | Місце за площею | Населення (2001), чол. | Місце за населенням |
| - | ----------------------------- | --------------- | --- | --------- | --------------- | ---------------------- | ------------------- |
| 1 | Зачепилівська селищна громада | смт Зачепилівка | смт Зачепилівка c. Абазівка c. Бердянка c. Вишневе c. Забарине c. Займанка c. Залінійне c. Зарічне c. Кочетівка c. Леб'яже c. Лиманівка c. Малий Орчик c. Миколаївка c. Нагірне c. Олександрівка c. Орчик c. Перемога c. Першотравневе c. Семенівка c. Скалонівка c. Сомівка c. Травневе |           |                 |                        |                     |

## Список радЗачепилівського району
| № | Назва                         | Центр            | Населені пункти | Площа км² | Місце за площею | Населення (2001), чол. | Місце за населенням |
| - | ----------------------------- | ---------------- | --- | --------- | --------------- | ---------------------- | ------------------- |
| 1 | Новомажарівська сільська рада | c. Нове Мажарове | c. Нове Мажарове c. Дудівка c. Зіньківщина c. Котівка c. Нове Пекельне c. Петрівка c. Старе Мажарове c. Старе Пекельне c. Олянівка |           |                 |                        |                     |
| 2 | Рунівщинська сільська рада    | c. Рунівщина     | c. Рунівщина c. Педашка Перша c. Романівка c. Устимівка                                                                            |           |                 |                        |                     |
| 3 | Чернещинська сільська рада    | c. Чернещина     | c. Чернещина c. Новоселівка c. Письмаківка                                                                                         |           |                 |                        |                     |

* Примітки: м. — місто, с-ще — селище, смт — селище міського типу, с. — село